# Balakong
Balakong/ "Cheras Selatan" là thành phố ở bang Selangor, Malaysia. Thành phố Cheras Sealatan có diện tích 59,31 ki lô mét vuông, dân số thời điểm năm 2010 là 601.534 người.
Đây là thành phố đông dân thứ 11 Malaysia theo dân số. Thành phố có sân vận động Cheras.